# Deukalión
Deukalión (řecky Δευκαλίων, latinsky Deucalion) je jméno několika postav.

## Deukalión a Pyrrha
Deukalión byl v řecké mytologii syn Titána Prométhea a manželem Pyrrhy, dcery Titána Epiméthea a jeho manželky Pandóry.
Deukalión se svou ženou Pyrrhou se stali zakladateli nového lidského rodu, poté co Zeus rozhodl, že lidstvo vyhubí.
Rozhodnutí zničit lidi padlo podle mýtů dvakrát: poprvé hned na začátku vlády olympských bohů proto, že lidé byli slabí a nerozumní. Jenže Titán Prométheus přinesl lidem oheň a naučil je pracovat a vzdělávat se.
Podruhé zakročil Zeus proti lidem už proto, že se mu zdáli mocní a rozumní, a hlavně proto, že přestali uctívat své bohy. Došla mu trpělivost a seslal na zemi potopu. O tomto druhém rozhodnutí se naštěstí dozvěděl včas Prométheus. Nemohl mu zabránit, ale stačil varovat svého syna Deukalióna a jeho manželku Pyrrhu. Na jeho radu Deukalión postavil velkou archu, udělal zásoby jídla a s Pyrrhou do archy vstoupil. Devět dní a devět nocí trvaly nepřetržité přívaly vody, které zahubily všechno živé. Když poté začala voda opadávat, zachytila se archa na vrcholku hory Parnasu.
Deukalión a Pyrrha byli sice zachráněni, ale trpěli nad tou zkázou a nad smrtí všeho živého. Obětovali bohu Diovi za záchranu, čímž si ho naklonili a on se rozhodl nechat je naživu a vzkázal jim po poslovi bohů bohu Hermovi, že jim splní za jejich zbožnost jakékoliv přání. Poprosili ho, ať znovu nechá osídlit svět lidmi. Zeus jim vyhověl. Vyzval je, aby šli bez bázně vpřed a za sebe házeli kosti matky země. Brzy pochopili, že to znamená kameny a když je začali házet za sebe, vznikali z kamenů Deukaliónových muži a z kamenů hozených Pyrrhou se zrodily ženy.
Novější pověsti uvádějí, že takto vznikl národ Helénů, tedy Řeků.

## Deukalión – krétský král
Jiný Deukalión byl krétský král, spojenec Théseův, který si vzal jeho sestru Faidru. Synem tohoto Deukalióna byl Ídomeneus, vnuk krétského krále Mínóa.

## Deukalión – bojovník
Ještě jeden Deukalión byl trojský bojovník, kterého zabil hrdina Achilleus.